# パウロ・アンドレ・クレン・ベニーニ
パウロ・アンドレ（Paulo André）ことパウロ・アンドレ・クレン・ベニーニ（ポルトガル語: Paulo André Cren Benini、1983年8月20日 - ）は、ブラジルの元サッカー選手。ポジションはDF。

## クラブ歴
サンパウロFCの下部組織に在籍したが、スタッフに良い印象を残す事が出来ず、昇格出来なかった。その後セントロ・スポルチーヴォ・アラゴアーノの下部組織に在籍し、2002年にはレンジャーズFCのトライアルに参加した。その後グアラニFCの下部組織に在籍し、トップチームに昇格。定位置を確保したものの、プロ1年目にして降格を味わった。
しかしアトレチコ・パラナエンセが彼を獲得した事によって、彼は2年目の2005年もカンピオナート・ブラジレイロ・セリエAでプレーする事が出来ることとなった。ここでもレギュラーを確保すると、コパ・スダメリカーナ2006の出場権確保に貢献した。
この活躍から2006年6月、リーグ・アンのル・マンUC72に4年半契約で移籍。8月19日のヴァランシエンヌFC戦でフランスデビューを果たしたが、僅か5試合で右足の膝靭帯を負傷、3回の手術を要し、2007-08シーズンまでを棒に振った。2008-09シーズンに復帰し再びレギュラーとなった。
2009年8月4日に1シーズンの期限付き移籍でSCコリンチャンス・パウリスタに移籍した。翌シーズンに完全移籍で加入。レギュラーとしてカンピオナート・ブラジレイロ・セリエA制覇に貢献した。翌年のコパ・リベルタドーレス2012を制した事によってFIFAクラブワールドカップ2012にも出場し、同大会も制した。
2014年2月12日に上海緑地申花への移籍が発表された。
2015年2月10日にクルゼイロECに加入。
2016年にコリンチャンス・パウリスタに期限付き移籍。翌年完全移籍をした。2019年6月に選手を引退した。